# Flatiron Lake
Flatiron Lake är en sjö i Antarktis. Den ligger i Västantarktis. Argentina, Chile och Storbritannien gör anspråk på området. Flatiron Lake ligger 289 meter över havet.